# Wenche Lowzow

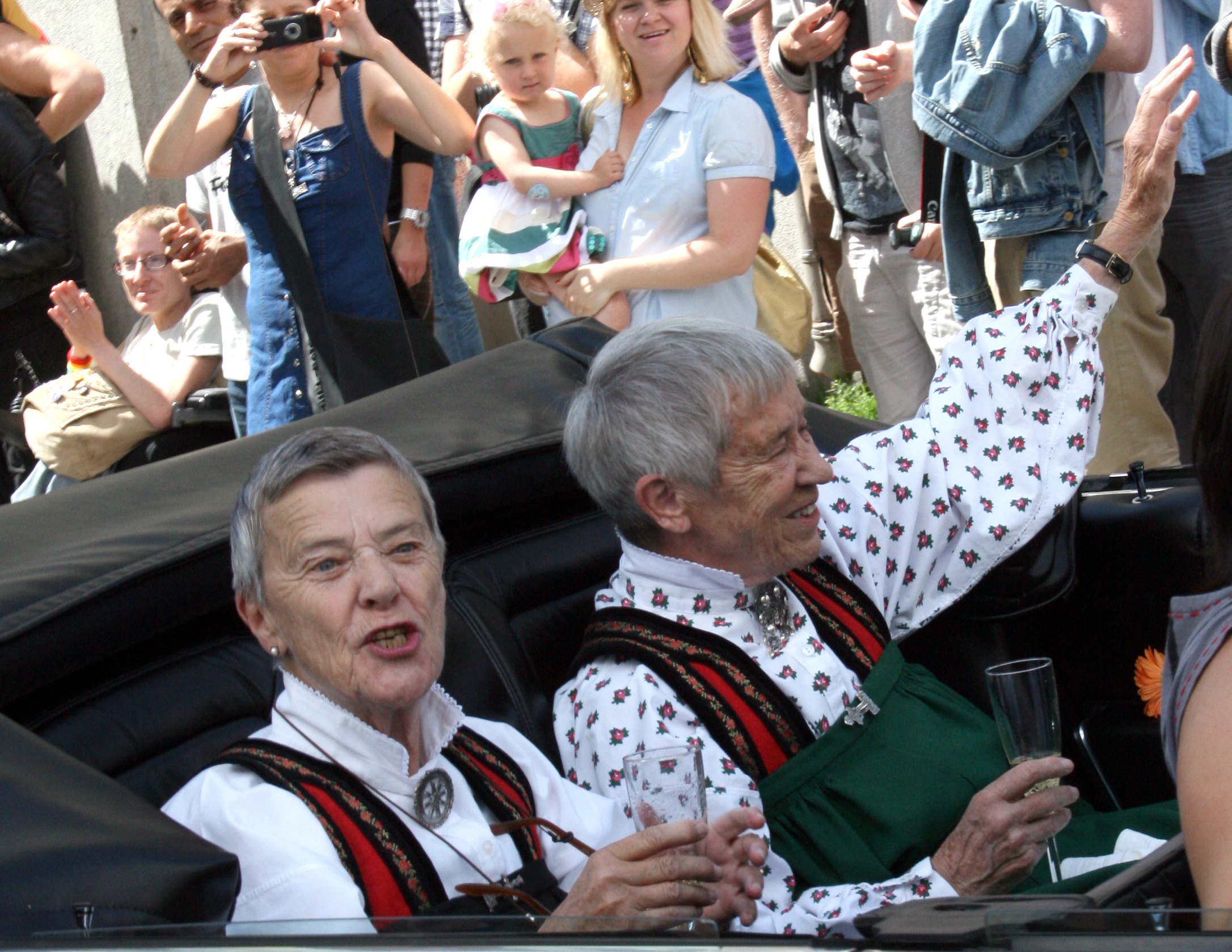
Wenche Lowzow (rechts) zusammen mit ihrer Partnerin, der norwegischen Schriftstellerin und Aktivistin Kim Friele

Wenche Bryn Lowzow (* 27. Mai 1926 in Oslo; † 24. September 2016 in Geilo) war eine norwegische Politikerin der Høyre.

## Leben
Wenche Lowzow aus dem norwegischen Zweig derer von Lowtzow wuchs in Oslo auf. Nach dem Abitur 1945 besuchte sie weiterführend eine Handelsschule. Anschließend legte sie 1948 den Cambridge Proficiency Exam ab. Im Jahre 1954 absolvierte sie eine Ausbildung als Sozialarbeiterin und danach ein Lehrerstudium an der Hamar Lærerskole (Lehrerschule Hamar). Später studierte sie Englisch an der Osloer Universität (Examen im Jahre 1962, entspricht 90 ECTS). Lowzow war von 1958 bis 1969 in Oslo als Lehrerin an der Lakkegata skole (Lakkegata Schule) sowie von 1969 bis 1977 an der Trosterud-Schule als Rektorin tätig. Sie engagierte sich in der norwegischen Lehrervereinigung, später arbeitete sie bei der Osloer Schulbehörde. 1967 wurde sie Mitglied im Stadtrat von Oslo, wo sie bis 1975 und zuletzt als Vorsitzende tätig war. Wenche Lowzow war von 1977 bis 1985 als gewählte Abgeordnete der Høyre im Storting für Oslo. Wegen des Outings ihrer lesbischen Beziehung sorgte sie bei den norwegischen Konservativen für viel Unmut. In der Folge wurde sie überwiegend von ihren Parteifreunden isoliert sowie von ihrer Partei nicht mehr neu nominiert. Dadurch verlor sie ihren Sitz im Storting. Als LGBT-Aktivistin war sie in Oslo engagiert. Sie war mit der norwegischen Autorin Kim Friele verpartnert. Lowzow und Friele gehörten 1993 zu den ersten norwegischen gleichgeschlechtlichen Paaren, die offiziell eine Lebenspartnerschaft eintragen durften.
Lowzow starb nach langer Krankheit in  Geilo.